# ガブリエラ・リマ
ガブリエラ・リマ(Gabriela Lima、1994年8月2日 - ）は、ブラジルの女子ラグビー選手。

## プロフィール
- ブラジル、リオデジャネイロ出身[1]。
- 身長 171cm、体重 65kg
- ポジションはスクラムハーフ(SH)。

## 略歴
2024年、パリ五輪の7人制女子ブラジル代表に選ばれた。